# West of Ardara/Maas Road SAC
West of Ardara/Maas Road SAC este o arie protejată (sit de importanță comunitară — SCI) din Irlanda întinsă pe o suprafață de 6.733,42 ha, integral pe uscat.

## Localizare
Centrul sitului West of Ardara/Maas Road SAC este situat la coordonatele 54°49′12″N 8°24′11″W / 54.819942°N 8.402926°V.

## Înființare
Situl West of Ardara/Maas Road SAC a fost declarat sit de importanță comunitară în ianuarie 2002 pentru a proteja 2 specii de plante și 25 de specii de animale.

## Biodiversitate
Situată în ecoregiunea atlantică, aria protejată conține 26 de habitate naturale: Estuare, Terase mlăștinoase și terase nisipoase neacoperite de apă la reflux, Golfuri mici largi și golfuri puțin adânci, Vegetație anuală la limita mareei, Pășuni atlantice udate de apa mării (Glauco-Puccinellietalia maritimae), Pășuni mediteraneene udate de apa mării (Juncetalia maritimi), Dune mobile cu vegetație embrionară, Dune mobile de-a lungul țărmului cu Ammophila arenaria („dune albe”), Dune de coastă fixe cu vegetație erbacee („dune gri”), Dune fixe decalcificate cu Empetrum nigrum, Dune fixe decalcificate atlantice (Calluno-Ulicetea), Dune cu Salix repens ssp. argentea (Salicion arenariae), Depresiuni intradunale umede, Machair (* habitat specific irlandez), Ape oligotrofe din câmpii nisipoase, cu un conținut foarte redus de minerale (Littorelletalia uniflorae), Ape stătătoare oligotrofe până la mezotrofe, cu vegetație de Littorelletea uniflorae și/sau de Isoëto-Nanojuncetea, Pajiști umede nord-atlantice cu Erica tetralix, Pajiști uscate europene, Pajiști alpine și boreale, Formațiuni de Juniperus communis pe lande sau pajiști calcaroase, Pajiști uscate seminaturale și facies de acoperire cu tufișuri pe substraturi calcaroase (Festuco-Brometalia) (* situri importante pentru orhidee), Pajiști cu Molinia pe soluri calcaroase, turboase sau argilos-nămoloase (Molinion caeruleae), Fânețe de joasă altitudine (Alopecurus pratensis, Sanguisorba officinalis), Turbării de acoperire (* exclusiv pentru turbării active), Depresiuni pe substraturi de turbă de Rhynchosporion, Mlaștini alcaline.
La baza desemnării sitului se află mai multe specii protejate:
- plante (2): Najas flexilis, Petalophyllum ralfsii
- păsări (19): rață pitică (Anas crecca), rață mare (Anas platyrhynchos), Anser albifrons flavirostris, gâscă cu cioc scurt (Anser brachyrhynchus), Branta bernicla, Branta leucopsis, erete vânăt (Circus cyaneus), Clangula hyemalis, cristeiul de câmp (Crex crex), lebădă de iarnă (Cygnus cygnus), șoim de iarnă (Falco columbarius), șoim călător (Falco peregrinus), Fulmarus glacialis, becațină comună (Gallinago gallinago), cufundar mic (Gavia stellata), Pyrrhocorax pyrrhocorax, eider (Somateria mollissima), fluierarul cu picioare roșii (Tringa totanus), nagâț (Vanellus vanellus)
- mamifere (2): vidră de râu (Lutra lutra), focă obișnuită (Phoca vitulina)
- nevertebrate (3): fluturele auriu (Euphydryas aurinia), Margaritifera margaritifera, Vertigo geyeri
- pești (1): somonul (Salmo salar)

Pe lângă speciile protejate, pe teritoriul sitului au mai fost identificate 6 specii de plante, 1 specie de păsări, 2 specii de amfibieni, 2 specii de mamifere, 1 specie de reptile.